# براندونویل (پنسیلوانیا)
براندونویل (به انگلیسی: Brandonville) یک منطقهٔ مسکونی در ایالات متحده آمریکا است که در شهرستان سچویلکیلل، پنسیلوانیا واقع شده‌است. براندونویل ۳٫۷ کیلومتر مربع مساحت و ۲۱۷ نفر جمعیت دارد.